# Boris Kjulleněn
Boris Kjulleněn, jinak též uváděn jako Boris Kjulleněn st. (* 8. dubna 1944 Vytěgra, Rusko), je český malíř, grafik a restaurátor.

## Biografie
Boris Kjulleněn se narodil v roce 1944 v ruském městě Vytěgra ve Vologdské oblasti, mezi lety 1968 a 1974 vystudoval Moskevský grafický institut. Následně nastoupil na pozici uměleckého restaurátora v petrohradské Ermitáži, ale v roce 1980 (nebo 1981) se přestěhoval do Československa, do Třebíče, kde od té doby žil, nejpozději od roku 2024 žil ve Znojmě. Pracoval jako učitel malířství v Budišově i Třebíči.
Zabývá se primárně realistickou malbou, pak také tisky, řezbářstvím, sochařstvím nebo kresbou. Je členem Spolku výtvarných umělců Vysočiny. Je zastoupen ve sbírkách petrohradské Ermitáže, Puškinova muzea v Moskvě a Muzea Vysočiny v Třebíči. Byl ženatý s Boženou Kjulleněnovou. Spolu mají syna Borise Kjulleněna, který se věnuje fotografii. V roce 2018 obdržel ocenění v soutěži Stříbrný lukostřelec.

## Výstavy

### Samostatné
- 1983, Kulturní zařízení Městského národního výboru, Třebíč[1]
- 1984, Dům umění, Znojmo (kresby)[1]
- 1986, Kino Jadran, Brno (Boris Kjulleněn: Kresba, grafika, obrazy)
- 1987, Sdružený klub pracujících, Třebíč (Boris Kjulleněn: Obrazy, kresby, grafika)
- 1988, Výstavní síň Okresního kulturního střediska, Třebíč (Boris Kjulleněn: Kresby, akvarely)
- 1988, Galerie Antonína Trýba, Brno (kresby)[1]
- 1990, knihovna, Rodenbach (kresby)[1]
- 1992, knihovna, Rodenbach (kresby)[1]
- 1994, Galerie na mostě, Hradec Králové (Boris Kjulleněn: Grafika – Kresby)
- 1995-1999, Plavecký stadion, Třebíč[1]
- 1997, Západomoravské muzeum, Třebíč (dřevěné plastiky)[1]
- 1997, Fond Třebíč, Třebíč[1]
- 2002, Výstavní síň MKS Třebíč, Třebíč (Boris Kjulleněn: kresby)
- 2006, Oblastní galerie Vysočiny v Jihlavě, Jihlava (Boris Kjulleněn: Plastiky, malba)
- 2009, Zadní synagoga, Třebíč (Boris Kjulleněn: Obrazy)
- 2014, Městská knihovna v Třebíči, Třebíč[9]
- 2017, Špitál, Jaroměřice nad Rokytnou[10]
- 2024, Komunitní centrum Moravia, Třebíč (výstava k 80. narozeninám)[4]

### Společné
- 1981, Jihlava (Výtvarná tvorba na Vysočině)[1]
- 1983, Třebíč (Současné exlibris)[1]
- 1984, Brno (Moravská grafika)[1]
- 1985, Dům umění města Brna, Brno (Výtvarní umělci Jihomoravského kraje: Výstava ke 40. výročí osvobození Československa Sovětskou armádou)
- 1985, Oblastní galerie Vysočiny v Jihlavě, Jihlava (Výtvarníci Vysočiny (Na počest 40. výročí osvobození Československa sovětskou armádou))
- 1987, Galerie Dílo, Jihlava (Božena Kjulleněnová, Boris Kjulleněn: Obrazy, grafika)
- 1987, Galerie Malovaný dům, Třebíč (Třebíčští výtvarníci)[1]
- 1987, Ermitáž, Petrohrad (Přírůstky sbírek)[1]
- 1987, Puškinovo muzeum, Moskva (Přírůstky sbírek)[1]
- 1988, Městské muzeum a galerie, Dačice (Vladimír Lavický, Boris Kjulleněn: Obrazy, kresby, grafika)
- 1989, Dům umění města Brna, Brno (Moravská grafika 1989)
- 1992, Divadlo Dr. Karla Pippicha, Chrudim (Přehlídka českého exlibris z let 1989 - 1992)
- 1996, Galerie výtvarného umění, Havlíčkův Brod (Současná česká ilustrační tvorba 4. ročník)
- 1998, Karolinum, Praha (Díla českých výtvarných umělců darovaná Univerzitě Karlově k 650. výročí jejího založení)
- 1998, Galerie výtvarného umění, Havlíčkův Brod (Božena a Boris Kjulleněnovi: Obrazy, sochy, kresby)
- 1999, Galerie výtvarného umění, Havlíčkův Brod (Současná česká ilustrační tvorba 7. ročník)
- 2001, Duha, kulturní klub U hradeb, Prostějov (II. Moravský salón grafiky 2001)
- 2001, Galerie Jiřího Jílka, Šumperk (Pour félicité 1972 - 2002: Adresát MUDr. Jaroslav Dostál)
- 2003, Galerie výtvarného umění, Havlíčkův Brod (Současná česká ilustrační tvorba 11. ročník)
- 2004, Burg Alzenau, Alzenau (Kunstausstellung)
- 2008, Knihovna Hodonín, Hodonín (Současná česká ilustrační tvorba)[11]
- 2012, Galerie Malovaný dům, Třebíč (Třebíčské ozvěny)